# Ceiba (tom wierszy)
Ceiba – zbiór poetycki autorstwa Raqueli Ilonbé wydany w 1978.
Składa się z wierszy napisanych między 1966 a 1978, ułożonych w porządku chronologicznym. Tytułem nawiązuje do puchowca pięciopręcikowego (Ceiba pentandra), narodowego drzewa Gwinei. Powstawał między Madrytem a Batą. Podzielony jest na dwie części. Wypełniony tekstami wyrażającymi tęsknotę, nostalgię, smutek i egzystencjalny niepokój, pozbawiony jest wszakże motywów uchodźstwa i politycznego oporu, powszechnych w literaturze gwinejskiej tego okresu. Wskazuje się również na widoczną w nim syntezę wpływów afrykańskich i europejskich.
Wydany w Madrycie. Uznawany za pierwszą książkę w historii Gwinei Równikowej opublikowaną przez kobietę, był jedną z nielicznych prac Ilonbé, które zeszły z prasy drukarskiej za życia autorki. Jego fragmenty zostały włączone do wpływowej Antología de la literatura guineana (1984) zestawionej przez Donata Ndongo-Bidyogo. W 2015, już po śmierci poetki, opublikowano jego kontynuację, Ceiba II, włączając do niej teksty z lat 1967-1990. 
Mimo roli, którą odegrała w literackiej historii Gwinei Równikowej pozostaje książką trudną do zdobycia. Jej egzemplarze można znaleźć w Hiszpańskiej Bibliotece Narodowej i nielicznych hiszpańskich bibliotekach publicznych, mają one niemniej status białego kruka czy nawet obiektu kolekcjonerskiego.